# Цинізм
Цині́зм (фр. cynisme, від лат. cynicus — «цинік»; грец. ϰυνισμός) — нігілістичне ставлення до людської культури та/або відверто зневажливе, зухвале ставлення до загальноприйнятих норм моралі, етики, до кого/чого-небудь, що має загальне визнання, повагу.

## Походження терміна

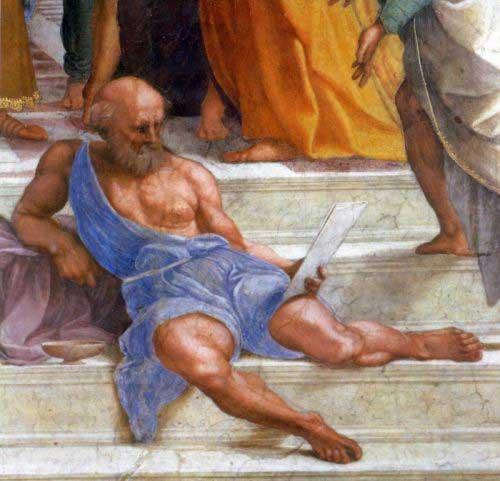
Діоген є найвідомішим кініком, який відкрито зневажав суспільні норми. Фрагмент картини «Афінська школа» Рафаеля

Термін походить із давньогрецької філософії та пов'язаний з філософською сектою кініків, яка виникла в IV ст. до н. е. «Кінік» буквально означає «подібний до собаки». Назва може походити як від порівняння кініків з тваринами, так і від назви гімназії «Сірий пес», де викладав засновник секти Антисфен, учень Сократа.
Найвідомішим кініком є Діоген Синопський, який прагнув знищити соціальні умовності (зокрема сімейне проживання) задля повернення до «природного» життя. Діоген Синопський демонстративно вів жебрацьке життя, вчиняв безсоромні дії, пропагував відвертість і відмову від особистої власності. Державу в будь-якій формі кініки вважали підставою для більшості людських нещасть. Членство в товаристві кініків передбачало вільний доступ до матеріальних благ, але не володіння ними, а також згоду на крадіжки та жебракування. Фіванські кратети та деякі кініки римської епохи обирали м'якші способи вираження своєї байдужості до матеріальних благ, такі як перерозподіл багатства або щедрі пожертвування особистого майна нужденним.
Кініки — назва в грецькій вимові. Латиною це слово писалося через літеру c, яка в середньовічній латині читалася як «ц», що й дало прочитання «циніки». В цьому значенні слово і ввійшло в культуру.

## Сучасне вживання
У сучасній культурі цинізмом називається зневіра в широко визнаних суспільних ідеалах: прагнення досягати бажаного за будь-яку ціну; висміювання здобутків культури й цивілізації; скепсис щодо людських заслуг, що часто виявляється в насмішкуватій або саркастичній формі. Нерідко цинізм пов'язаний з песимізмом, вірою в те, що поточне незадовільне становище неможливо покращити.
Іноді циніками називають осіб, які не проявляють очікуваного оптимізму.
Цинізм у суспільстві є наслідком високих очікувань щодо суспільства, інституцій та влади. Нездійснені очікування призводять до розчарування, яке зумовлює почуття зневіри та зради.